# Saropogon leucocephalus
Saropogon leucocephalus là một loài ruồi trong họ Asilidae. Saropogon leucocephalus được Meigen miêu tả năm 1820.